# Statul monastic al Cavalerilor Teutoni
Statul monastic al Cavalerilor Teutoni (în germană Ordensstaat / Staat des Deutschen Ordens / Deutschordensstaat) a fost un stat creat de Cavalerii Teutoni în secolul al XIII-lea în urma cuceririi Vechii Prusii. Format în 1224 în urma Cruciadei din nord ca un ordin militar, statul monastic a fost secularizat în 1525 în timpul Reformei Protestante și a fost înlocuit de Ducatul Prusiei. Înainte de acest moment restul teritoriului deținut de aceștia a fost ocupat o parte de Regatul Poloniei și transformat în provincia Prusia Regală iar restul a fost ocupat de Ordinul livonian. Statul avea capitala la Königsberg (actualul Kaliningrad). Forma de guvernământ a statului era teocrația, religia oficială a fost catolicismul, iar moneda oficială a fost marca. Pe teritoriul acestui stat au fost colonizați în Evul Mediu germanii baltici (ca parte a procesului mai larg de Ostsiedlung, i.e., Așezare de est, termen din istoriografia germană care denotă colonizarea germană a Europei de Est).